# 天津龍太郎
天津 龍太郎（あまつ りゅうたろう、1916年2月10日 - 1962年）は、日本の俳優である。新漢字表記天津 竜太郎、本名兼田 隆（かねだ たかし）。日本映画データベースにおける「大津竜太郎」は誤記。

## 人物・来歴
1916年（大正5年）2月10日、岡山県英田郡吉野村（現在の同県美作市五名あたり）に生まれる。
兵庫県神戸市に移り、旧制・神戸市立第三神港商業学校（現在の神戸市立六甲アイランド高等学校）に入学する。同校卒業後、奈良県生駒郡伏見村（現在の同県奈良市あやめ池北1丁目）にあやめ池撮影所を持つ市川右太衛門プロダクションに入社、同社で俳優としてデビュー、脇役・端役等でサイレント映画に出演をしていた。1936年（昭和11年）12月に同社は解散し、松竹キネマに吸収されるが、それを目前とした同年9月、兵庫県西宮市甲陽園に甲陽撮影所を稼働させていた甲陽映画（同年5月設立）に移籍する。同年9月23日に公開された『大江戸の魔剣』（監督熊谷草弥）の主演に、満20歳にして抜擢される。同社の作品は、マキノ正博のマキノトーキー製作所が千鳥興業から引き継いで配給を行っていたため、トーキーあるいはサウンド版の映画に多く出演した。
あやめ池撮影所に右太衛門の実兄・山口天龍が設立した全勝キネマに、翌1937年（昭和12年）1月に移籍している。同社はほとんどの作品がサイレント、あるいは映画説明者（活動写真弁士）の説明が音声トラックに収録された解説版であり、トーキーはほとんど製作されなかった。『日本映画俳優全集・男優編』には「第一回主演作品」として『夕凪城の怪人』（監督熊谷草弥）の名が挙げられているが、同作は日疋龍太郎の主演作であり、天津は同作に出演した記録がみられない。
1940年（昭和15年）、同社が松竹傘下に入り、1941年（昭和16年）1月、合併により興亜映画と改称すると、京都の旧マキノトーキー製作所の撮影所（現在の松竹京都撮影所）を使用するこの新会社に継続的に入社した。同年1月22日に公開された解説版『尾州三勇士』（監督熊谷草弥）に主演しているが、同作が全勝キネマの最終作品となった。興亜映画が製作し、同年10月20日に公開された『荒野の叫び』（監督金田繁）を最後に、満25歳にして天津の映画出演記録は途絶える。
その後は舞台俳優に転向して一座を組み、満28歳となる1944年（昭和19年）、新富座での林長之助一座・富士嶺子一座・天津龍太郎一座大合同と銘打った公演で、同年1月には『血闘盤若坂』、同年2月には『勤王二筋道』、『義剣玉川原』、『まごころ宿場』を週替わりに上演、それぞれに主演した記録がある。第二次世界大戦後は、二代目大江美智子の一座に参加、大江はま子、吉沢章之、三代目村田正雄らとともに、1957年（昭和32年）8月の芝居に出演した記録が残っている。
1962年（昭和37年）、死去した。満46歳没。

## フィルモグラフィ
クレジットはすべて「出演」である。公開日の右側には役名、および東京国立近代美術館フィルムセンター（NFC）、マツダ映画社所蔵等の上映用プリントの現存状況についても記す。同センター等に所蔵されていないものは、とくに1940年代以前の作品についてはほぼ現存しないフィルムである。資料によってタイトルの異なるものは併記した。

### 甲陽映画
すべて製作は「甲陽映画」、特筆以外の配給は「マキノトーキー」、特筆以外すべてトーキーである。
- 『大江戸の魔剣』 : 監督熊谷草弥、配給千鳥興業、1936年9月23日公開 - 大月左馬之助・松平新兵衛（主演）
- 『どくろ大名 第一篇』[5]（『どくろ大明 第一篇』[4]） : 監督下村健二、サウンド版、1936年10月1日公開 - 松平讃岐守
- 『どくろ大名 第二篇』[5]（『どくろ大明 第二篇』[4]） : 監督高見貞衛、サウンド版、1936年10月8日公開 - 松平讃岐守
- 『どくろ大名 第三篇』[5]（『どくろ大明 第三篇』[4]） : 監督下村健二、サウンド版、1936年10月23日公開 - 松平讃岐守
- 『若殿三勇士』 : 監督高見貞衛、1936年11月7日公開 - 尾張松若丸（主演）
- 『熱血御陣河原』 : 監督下村健二、サウンド版、1936年11月29日公開 - 主演
- 『驀走白馬隊 前篇』[7]（『爆走白馬隊 前篇』[4]） : 監督下村健二、サウンド版、1936年12月31日公開 - 眞木左馬之助、10分尺で現存（NFC所蔵[7]）
- 『驀走白馬隊 後篇』[7]（『爆走白馬隊 後篇』[4]） : 監督下村健二、サウンド版、1937年1月5日公開 - 眞木左馬之助、34分尺で現存（NFC所蔵[7]）
- 『忍術浮島城』 : 監督勝見雅之（勝見正義）、1937年3月18日公開
- 『笹野名槍伝』 : 監督高見貞衛、サウンド版、1937年製作・公開 - 主演
- 『伝法葵くずれ』 : 監督勝見雅之（勝見正義）、1937年製作・公開 - 主演

### 全勝キネマ
製作・配給は「全勝キネマ」、特筆以外すべてサイレント映画である。
- 『疾風どくろ剣士』 : 監督山田兼則、1937年製作・公開 - 主演
- 『団十郎の勝』 : 監督熊谷草弥、1937年製作・公開 - 主演
- 『龍虎双剣士 前篇』[5]（『竜虎双剣士 前篇』[4]） : 監督熊谷草弥、1938年1月5日公開 - 安城寺兵馬
- 『紅槍荒鷲隊』[4][5]（『紅顔荒鷲隊』[5]） : 監督山本松男、1937年製作・1938年1月22日公開 - 明石鐡之助（主演）
- 『復讐笑ひの面』 : 監督山田兼則、解説版、1938年3月10日公開 - 北町の弥太郎（主演）
- 『忍術山嶽党』 : 監督熊谷草弥、解説版、1938年4月14日公開 - 鬼門太郎（主演）
- 『平馬追討旅』 : 監督金田繁、解説版、1938年5月5日公開 - 平馬（主演）
- 『飛竜必殺剣』（『飛龍必殺剣』[5][7]） : 監督金田繁、解説版、1938年6月9日公開 - 細木原久馬（主演）、『飛龍必殺剣』題・29分尺で現存（NFC所蔵[7]）
- 『紅蜘蛛小姓』 : 監督山本松男、解説版、1938年6月23日公開 - 瀧川駒太郎（主演）
- 『曲斬白頭巾』 : 監督熊谷草弥、解説版、1938年7月14日公開 - 法川左近次（主演）
- 『一刀必殺剣』 : 監督姓丸浩、解説版、1938年9月8日公開 - 名寄の宗助（主演）
- 『快侠流れ星』 : 監督白秋詩路、解説版、1938年9月22日公開 - 流れ星の銀平（主演）
- 『奇襲覆面隊』 : 監督山田兼則、解説版、1938年10月6日公開 - 陣太郎
- 『白夜の凱歌』 : 監督橋本松男、解説版、1938年10月27日公開 - 尾形喬太郎（主演）
- 『剣法当り狂言』 : 監督山田兼則、解説版、1938年11月24日公開 - 佐竹銀十郎（主演）
- 『吼えろ!怪物』 : 監督金田繁、解説版、1938年12月15日公開 - 六助（主演）
- 『神州鬼面城』 : 監督橋本松男、解説版、1938年12月31日公開 - 萩原主水
- 『気紛れ大納言』 : 監督姓丸浩、トーキー、1939年1月5日公開 - 気紛れ大納言 松平長七郎（主演）
- 『忍術八天狗 前篇』 : 監督金田繁、解説版、1939年2月1日公開 - 猿飛佐助（主演）
- 『忍術八天狗 後篇』 : 監督金田繁、解説版、1939年2月8日公開 - 猿飛佐助（主演）
- 『躍る怪魔』 : 監督金田繁、解説版、1939年2月15日公開 - 流太郎・鬼神の五郎太（主演・二役）
- 『新退屈男』（『曲斬退屈男』[5]） : 監督姓丸浩、解説版、1939年3月8日公開 - 松平長七郎（主演）
- 『呪ひの銀猫』 : 監督山田兼則、解説版、1939年3月30日公開 - 仲間清助（主演）
- 『隠密七変化』 : 監督姓丸浩、解説版、1939年5月11日公開 - 隠密 相良喬四朗（主演）
- 『魔像百万両 前篇』 : 監督姓丸浩、解説版、1939年6月1日公開 - 遠山金四朗（主演）
- 『魔像百万両 後篇』 : 監督姓丸浩、解説版、1939年6月8日公開 - 遠山金四朗（主演）
- 『地雷火小僧』 : 監督山田兼則、解説版、1939年7月13日公開 - 地雷火小僧（主演）
- 『捕物綺談 河童の仇討』 : 監督金田繁、解説版、1939年7月20日公開 - お神楽長次（主演）
- 『河童大合戦 後篇』 : 監督米沢正夫、製作・配給極東キネマ、解説版、1939年7月26日公開[5]
- 『大江戸お化合戦』 : 監督佐藤樹一郎、解説版、1939年8月3日公開 - お役者文蔵（主演）
- 『建国驀走隊』 : 監督金田繁、解説版、1939年8月31日公開 - 友衛八郎（主演）
- 『愛染菩薩』 : 監督金田繁、解説版、1939年10月12日公開 - 源氏車の次郎吉（主演）
- 『荒木又右衛門 前篇』 : 監督山田兼則、解説版、1939年11月8日公開 - 荒木又右衛門（主演）
- 『荒木又右衛門 後篇』 : 監督山田兼則、解説版、1939年11月15日公開 - 荒木又右衛門（主演）
- 『妖芙火喰鳥』（『妖笑火喰鳥』[5]） : 監督金田繁、トーキー、1939年12月7日公開 - 来島影之丞（主演）
- 『不知火伝奇』 : 監督橋本松男、解説版、1939年12月21日公開 - 不知火左京（主演）
- 『昇竜日本晴れ』 : 監督姓丸浩、解説版、1940年1月5日公開
- 『怪猫油地獄』 : 監督熊谷草弥、解説版、1940年1月15日公開 - 音羽家新三・尾上菊次郎（主演・二役）
- 『奇傑荒獅子』 : 監督山田兼則、トーキー、1940年1月20日公開 - 主演
- 『木村長門守 後篇』 : 監督熊谷草弥、解説版、1940年2月15日公開
- 『恩讐花嫁狐』 : 監督熊谷草弥、トーキー、1940年2月22日公開 - 主演
- 『戦雲青葉城』 : 監督山田兼則、トーキー、1940年2月29日公開 - 主演
- 『小楠公』 : 監督熊谷草弥、トーキー、1940年3月14日公開 - 主演
- 『満月狸武士』 : 監督橋本松男、解説版、1940年4月3日公開 - 主演
- 『蛇姫狂乱』 : 監督熊谷草弥、解説版、1940年4月11日公開 - 主演
- 『鉄血浪人街』 : 監督金田繁、トーキー、1940年5月1日公開 - 主演
- 『双眼千羽鶴 前後篇』（『雙眼千羽鶴 前後篇』[5]） : 監督姓丸浩、解説版、1940年5月30日公開 - 主演
- 『隻眼千羽鶴 大願成就の巻』 : 監督姓丸浩、解説版、1940年6月6日公開 - 主演
- 『刃影乱れ旅』 : 監督姓丸浩、解説版、1940年7月4日公開 - 主演
- 『剣豪隅田の血戦』 : 監督金田繁、トーキー、1940年7月18日公開 - 主演
- 『三剣怒濤に躍る 前篇』 : 監督山田兼則、解説版、1940年8月29日公開 - 隠密大森敬之助（主演）、『三劍怒濤に躍る 前篇 東海颶風の卷』題・27分尺で現存（NFC所蔵[7]）
- 『三剣怒濤に躍る 後篇』 : 監督山田兼則、解説版、1940年9月5日公開 - 隠密大森敬之助（主演）、『三劍怒濤に躍る 後篇 南海怒濤の卷』題・19分尺で現存（NFC所蔵[7]）
- 『開運富籤剣法』[4][5]（『開運富籤劔法』） : 監督橋本松男、配給松竹、解説版、1940年12月31日公開 - 主演
- 『尾州三勇士』 : 監督熊谷草弥、配給松竹、解説版、1941年1月22日公開 - 主演

### 興亜映画
製作は「興亜映画」、配給は「松竹」、すべてトーキーである。
- 『神戸事件』 : 監督姓丸浩、1941年6月5日公開
- 『荒野の叫び』 : 監督金田繁、1941年10月20日公開